# Helina toga
Helina toga är en tvåvingeart som beskrevs av John Otterbein Snyder 1949. Helina toga ingår i släktet Helina och familjen husflugor.
Artens utbredningsområde är Michigan. Inga underarter finns listade i Catalogue of Life.